# 木星探測

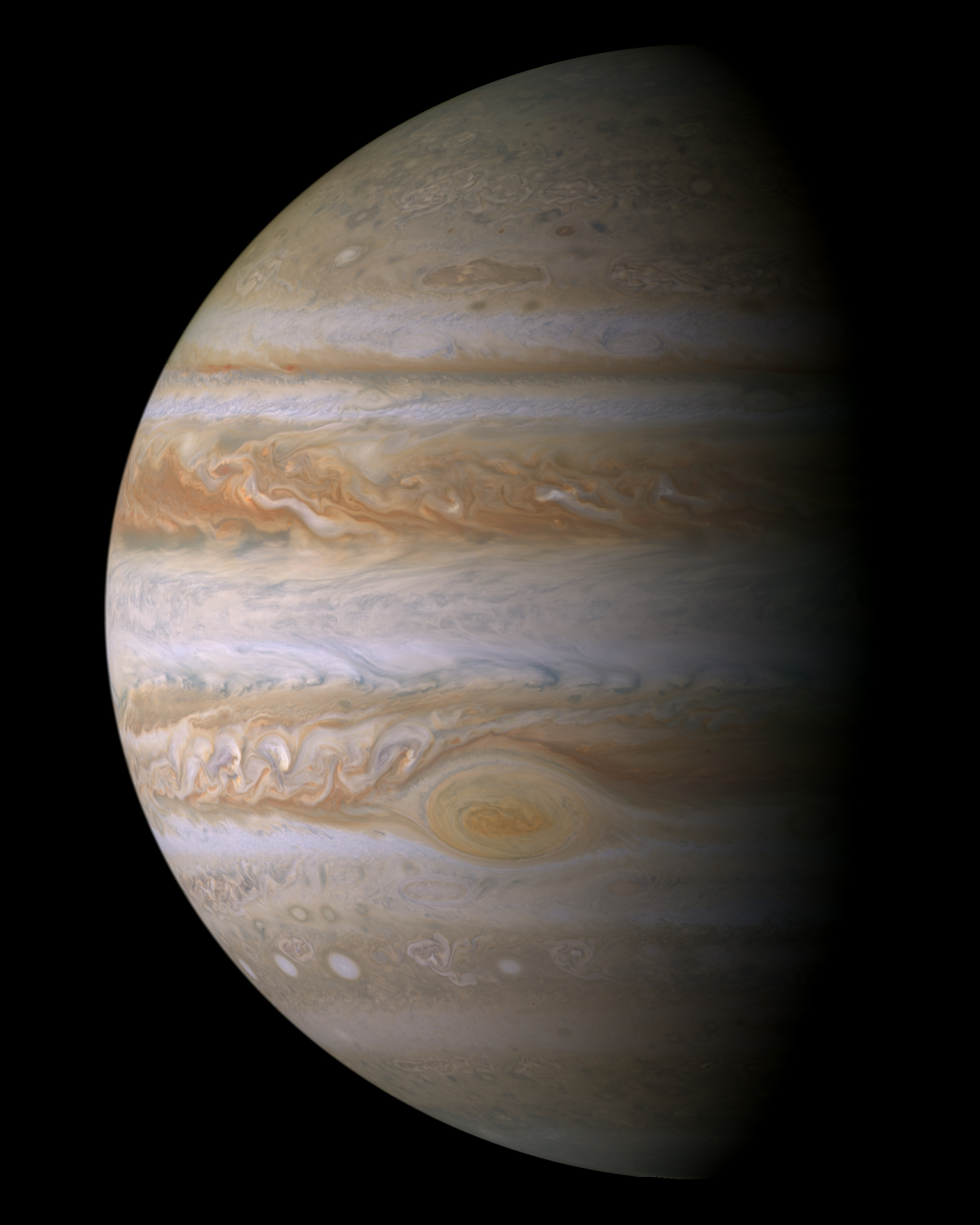
卡西尼-惠更斯号拍到的木星。这是迄今为止最清楚的木星的彩色图片，从一些高清晰的图片合成，这些图片拍摄于卡西尼-惠更斯号靠近木星时，耗时超过一天。

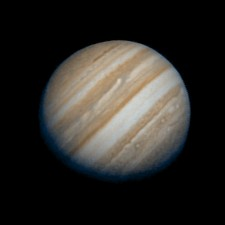
先鋒10號所攝得的木星照片

木星探測是指人類向木星發射太空探測器對木星進行探測活動。至今已通過用自動化无人航天器進行了密切觀察。但從地球飛往到太阳系中的其他行星具有較高的能量消耗。航天器從地球的軌道到達木星，正如航天器升空首位進入軌道，它幾乎需要同樣多的能量。
先鋒10號在1973年12月飛越過木星，這也是人類首次對木星探測任務。
隨後幾個月後先鋒11號。除了第一张的木星特寫照片，探測器發現木星的磁層和其主要流體內部。旅行者1号和旅行者2号探測器於1979年走訪了木星，研究衛星和木星環系統，發現木衛一的火山活動和木衛二表面上的水冰的存在。尤利西斯号在1992年進一步研究木星的磁層，然後在2000年再次研究。卡西尼號探測器於2000年接近木星，对木星大气层拍摄了非常詳細的圖像。新视野号太空船在2007年经過木星，並做出改進的木星的及其衛星的參數的測量結果。
伽利略號太空船則是第一個環繞木星軌道的探測器，於1995年抵達木星和研究的木星直到2003年。在此期間，伽利略号收集了大量有關木星衛星系統的信息，接近所有四個巨型的伽利略卫星，找到其中三個存在稀薄大氣層的證據，以及在其表面之下有液態水的可能性。它還發現了木衛三周圍有一個木衛三#磁層。
美國航空航天局以朱诺号研究木星極地軌道，2011年8月5日發射，於2016年7月5日進入木星軌道。

## 飛越任務

### 先鋒計劃（1973年至1974年）

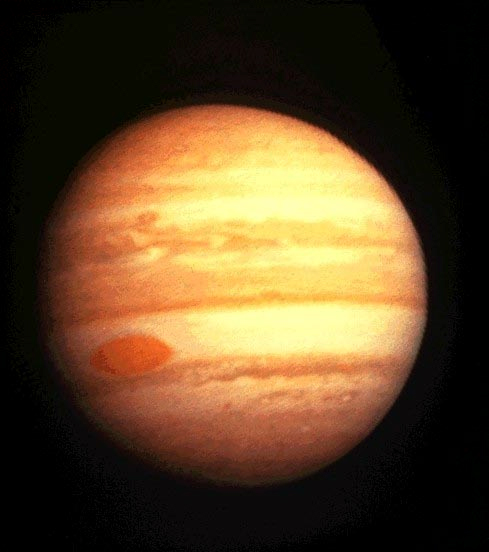
“先鋒10號”是第一艘訪問木星的太空船。

先鋒10號是第一艘从地球飛到木星探索的飛船，在1973年12月，随后是13個月後的先鋒11號。先鋒10號獲得了有史以來第一次的木星和它的伽利略衛星的特寫影像，飛船研究了行星的大氣層，檢測木星的磁層，觀察其輻射帶和確定木星主要是流體。

### 旅行者計畫 (1979年)

旅行者1號接近木星所攝得的縮時攝影序列。

### 新视野号 (2007年)

木衛一上的火山羽狀物，2008年新视野号所記錄的影片

## 提議中的任務
木衛二－木星系統任務－拉普拉斯（Europa Jupiter System Mission – Laplace，EJSM/Laplace）是一個美国宇航局和欧洲空间局計畫中即將在大約2020年發射的探測計畫，該計畫將深度探索木星的衛星木衛二和木衛三，以及木星的磁層。該任務將有最少兩個子計畫，即NASA的木星-木衛二軌道飞行器（JEO）和欧空局的木星-木衛三軌道飞行器（JGO）以協同對木星系統的研究。
天问四号是中国航天局计划2029年发射的太阳系行星际探测任务，根据2022年国际宇航大会上的报告，最新计划为主次探测器，抵达木星后两者分离，使用主探测器进入环木星轨道，并最终进入木卫四环绕轨道但不登陆，次探测器会飞掠探测天王星。